# 古川インターチェンジ
古川インターチェンジ（ふるかわインターチェンジ）は、宮城県大崎市古川新田にある、東北自動車道のインターチェンジ。大崎市の旧古川市・旧鳴子町・旧岩出山町の各地域などのほか、加美町への最寄りとなるインターチェンジ。

## 道路
- E4 東北自動車道（31番）
- 接続する道路：国道47号（国道108号重複）

## 料金所
- ブース数：6

### 入口
- ブース数：3
  - ETC専用：1
  - 一般：2

### 出口
- ブース数：3
  - ETC専用：1
  - 一般：1
  - 幅広専用レーン : 1

## 周辺
- JR東北新幹線/陸羽東線 古川駅
- 川渡温泉
- 鳴子温泉
- 日本こけし館
- 大崎市三本木亜炭記念館

## 隣
E4 東北自動車道
(30-1)大衡IC - (30-2)三本木PA/スマートIC - (31)古川IC - (31-1)長者原SA/スマートIC - (32)築館IC